# Нижнє Акчеріно
Нижнє Акче́ріно (рос. Нижнее Акчерино, марій. Ӱлыл Пынгелъял) — присілок у складі Гірськомарійського району Марій Ел, Росія. Входить до складу Пайгусовського сільського поселення.

## Населення
Населення — 81 особа (2010; 90 у 2002).
Національний склад (станом на 2002 рік):
- гірські марійці — 99 %